# Comuna Veržej
Veržej (Občina Veržej) este o comună din Slovenia, cu o populație de 1.354 de locuitori (2002).

## Localități
Banovci, Bunčani, Veržej